# Ácido 3-(4-mercaptofenil)propiônico
Ácido 3-(4-mercaptofenil)propiônico (português brasileiro) ou ácido 3-(4-mercaptofenil)propiónico (português europeu), ácido 3-(4-sulfanilfenil)propanoico, ácido 4-mercapto-benzenepropanoico ou ácido 4-mercaptoidrocinâmico é o composto orgânico de fórmula C9H10O2S, SMILES C1=CC(=CC=C1CCC(=O)O)S, de massa molecular 182,2395. É classificado com o número CAS 63545-55-1 e Mol File 63545-55-1.mol.
É um produto sintético usado como intermediário na preparação de drogas anti-inflamatórias. Pode ser armazenado em temperatura ambiente por curto período. Para armazenamento por longo prazo recomenda-se a temperatura de -20°C. Para o aproveitamento máximo do produto, ele deve ser centrifugado antes do uso.